# Bolaşlı, Tutak
Bolaşlı là một xã thuộc huyện Tutak, tỉnh Ağrı, Thổ Nhĩ Kỳ. Dân số thời điểm năm 2011 là 184 người.